# Víctima de la droga
Víctima de la droga (títol original: Monkey on My Back) és una pel·lícula biogràfica estatunidenca de 1957 dirigida per André De Toth. És protagonitzada per Cameron Mitchell com Barney Ross, un boxejador real campió del món i heroi de la Segona Guerra Mundial. Tot i que està molt ficcionada, la pel·lícula tracta sobre l'addicció de Ross a l'heroïna. Està doblada al català.

## Argument
A la dècada de 1930, el boxejador Barney Ross guanya el campionat de pes welter, després coneix la corista Cathy Holland mentre ho celebra. Sam Pian, el seu entrenador, s'assabenta que en Barney va apostar per si mateix una aposta de 10.000 dòlars per guanyar la lluita. L'interès amorós d'en Barney és la Cathy, una mare soltera d'una noia anomenada Noreen, que desconeix el seu hàbit de joc. Quan Barney perd una baralla, li deu milers a un corredor d'apostes anomenat Big Ralph i es veu obligat a treballar al bar de Ralph per pagar el deute.
En Barney s'uneix als marines quan esclata la guerra. Es casa amb la Cathy abans de marxar cap al Pacífic Sud, on salva la vida d'un altre soldat a Guadalcanal i rep Estrella de Plata. Però també contrau malària, per a la qual un metge li prescriu morfina.
De tornada a casa, a Chicago, en Barney agafa una feina en una empresa de relacions públiques pel pare de l'home a qui va salvar la vida. Ara en Barney és addicte a la morfina i té un gran deute amb Rico, un drogoaddicte. La Cathy descobreix el seu marit desesperat robant de la guardiola de la Noreen, així que el deixa.
En Barney té tendències suïcides, però quan la seva dona torna per informar-li que en Rico ha estat arrestat, ell promet vèncer la seva addicció. Ingressa a un hospital de Kentucky mentre tot el país s'adona de la seva difícil situació. Quatre mesos després, en Barney pot marxar, unir-se a la seva família i reprendre la seva vida.

## Repartiment
- Cameron Mitchell com Barney Ross
- Dianne Foster com Cathy Holland
- Paul Richards com Rico
- Jack Albertson com Sam Pian
- Kathy Garver com Noreen
- Barry Kelley com Big Ralph
- Dayton Lummis com J. L. McAvoy
- Raymond Greenleaf com Dr. A. J. Latham
- Richard Benedict com Art Winch
- Brad Harris com Spike McAvoy
- Chris Alcaide com Benjy
- Lisa Golm com mare d'en Barney

## Producció
Els drets cinematogràfics de la història de Barney Ross van ser comprats el juliol de 1955 pe l'Imperial Pictures, una empresa propietat d'Edward Small. Aleshores es titulava God Was in My Corner.
La Motion Picture Association of America va exigir l'eliminació d'una escena en què en Barney insereix una agulla hipodèrmica al braç. El productor Edward Small va apel·lar la directiva i després va estrenar la pel·lícula sense el segell d'aprovació del codi de producció, afirmant que no havia escoltat cap resposta a la seva apel·lació durant dues setmanes. Això va convertir Víctima de la droga en la primera pel·lícula que infringia el codi de producció des que el codi s'havia revisat per permetre el tractament dels narcòtics il·lícits dins dels límits.

## Recepció
En una ressenya contemporània al New York Times, el crític Bosley Crowther va descartar Víctima de la droga com "un estudi seriós però en gran part poc imaginatiu del triomf d'un home sobre un horrible desig" i "en general, un drama sense sensacions".